# Alte Börse (Frankfurt am Main)

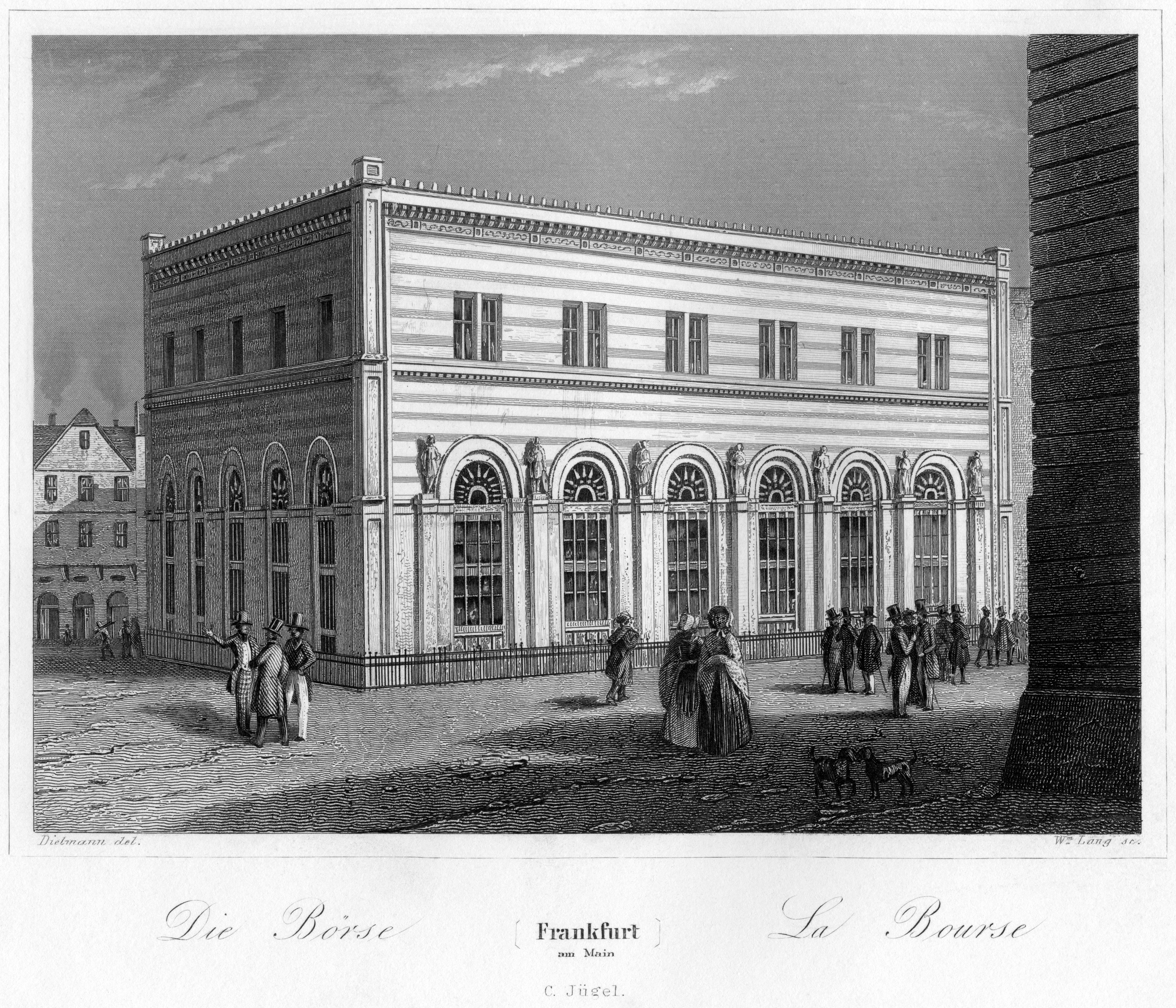
Die Alte Börse von Nordwesten, 1845
(Stahlstich von Wilhelm Lang nach Vorlage von Jakob Fürchtegott Dielmann)

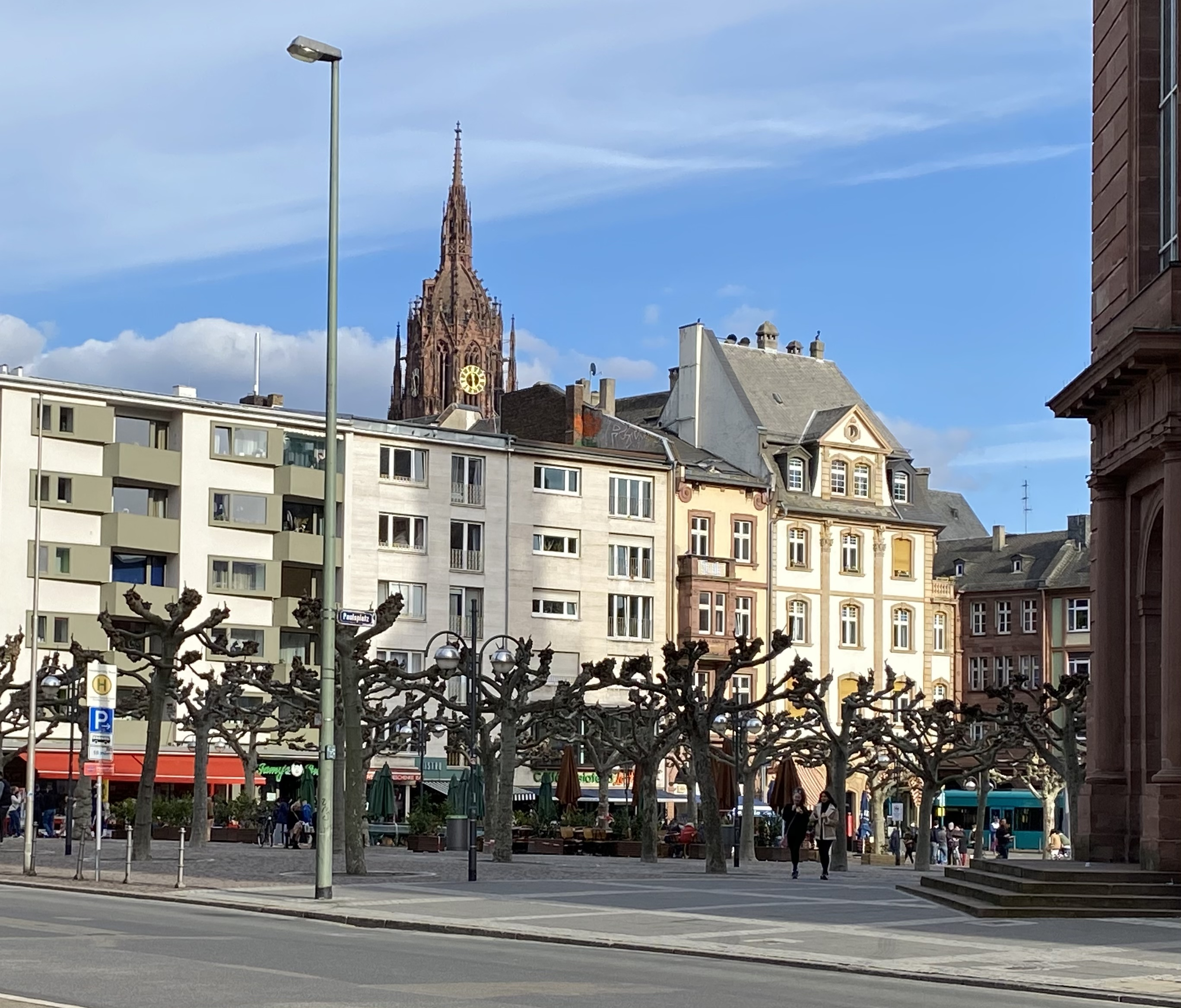
Heutige bauliche Situation am ehemaligen Standort der Alten Börse mit Platanenhain aus derselben Perspektive

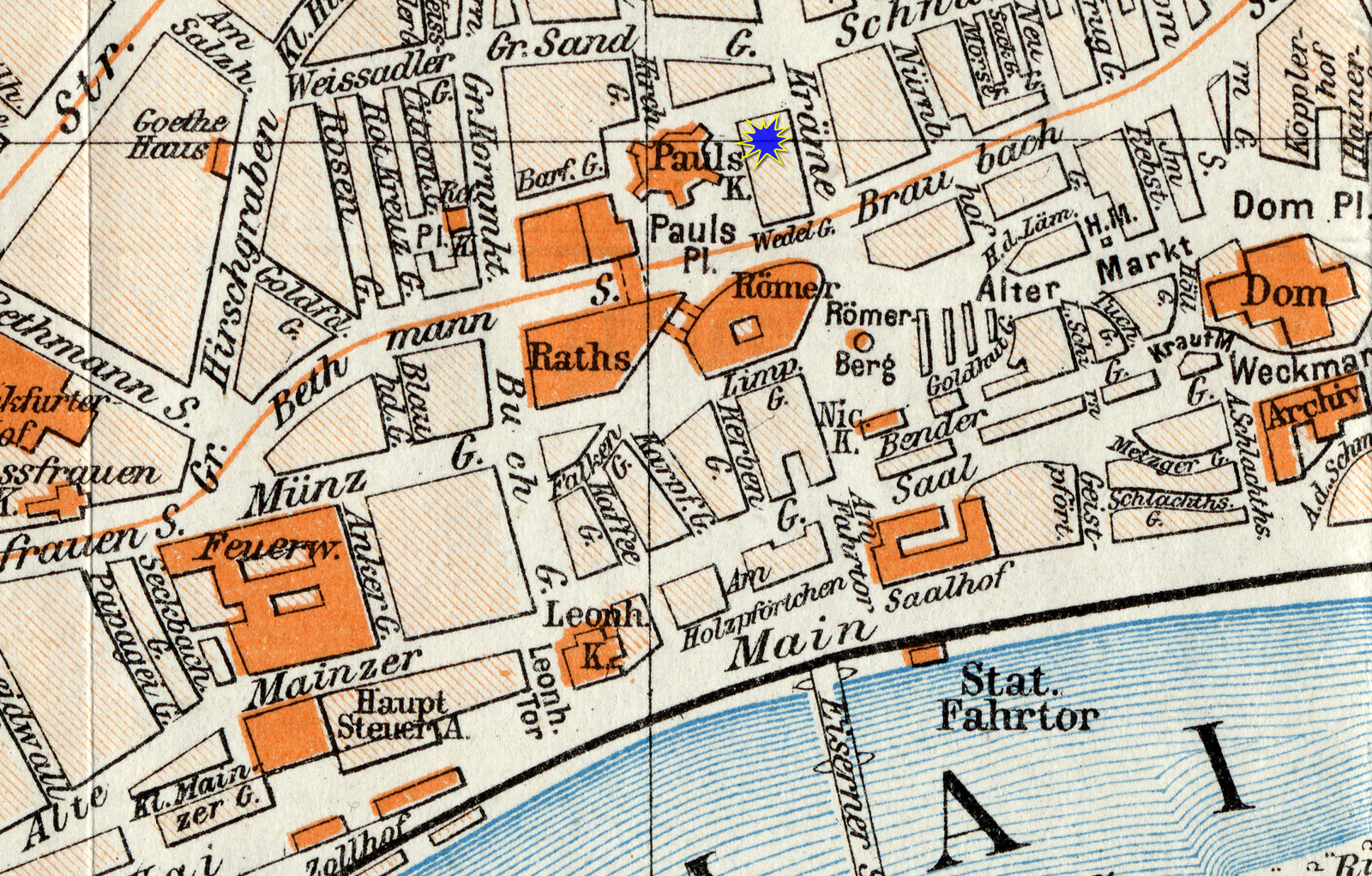
Position des Gebäudes in der Frankfurter Altstadt
(Chromolithografie, 1904)

Die Alte Börse in Frankfurt am Main war der Vorgängerbau der heutigen Frankfurter Wertpapierbörse. Ihre Errichtung 1840–1843 durch Eugen Peipers nach den Plänen von Friedrich August Stüler war der erste eigenständige bauliche Ausdruck des Frankfurter Börsenwesens, dessen Geschichte sich bis in das späte Mittelalter zurückverfolgen lässt. Durch das schnelle Wachstum der Stadt erfüllte es seine Funktion weniger als vier Jahrzehnte und wurde 1879 durch das heute noch existente, in Abgrenzung dazu auch Neue Börse genannte Gebäude in der Innenstadt abgelöst.
Das Bauwerk lag am Paulsplatz in der Altstadt. Hier bildete es östlich der Paulskirche mit zwei barocken und drei gründerzeitlichen Häusern (Neue Kräme 1–7 und Paulsplatz 2–8) einen eigenen Häuserblock zwischen dem genannten Platz im Westen und Norden, der Neuen Kräme im Osten und der Braubachstraße im Süden. Das Gebäude selbst trug die Adressen Neue Kräme 9 und Paulsplatz 10.
Nach schweren Schäden durch Fliegerbomben bei den Luftangriffen auf Frankfurt am Main im Zweiten Weltkrieg wurde das Gebäude 1952 abgerissen, der gesamte einstige Häuserblock ist heute Bestandteil eines dadurch vergrößerten Paulsplatzes und bekannter Standort mehrerer Straßencafés. An die Alte Börse erinnern neuerdings wieder Fassadenfiguren teils namhafter Bildhauer des 19. Jahrhunderts, die im Eingangsbereich der Frankfurter Wertpapierbörse Aufstellung gefunden haben.

## Geschichte

### Vorformen des Börsenwesens im Mittelalter

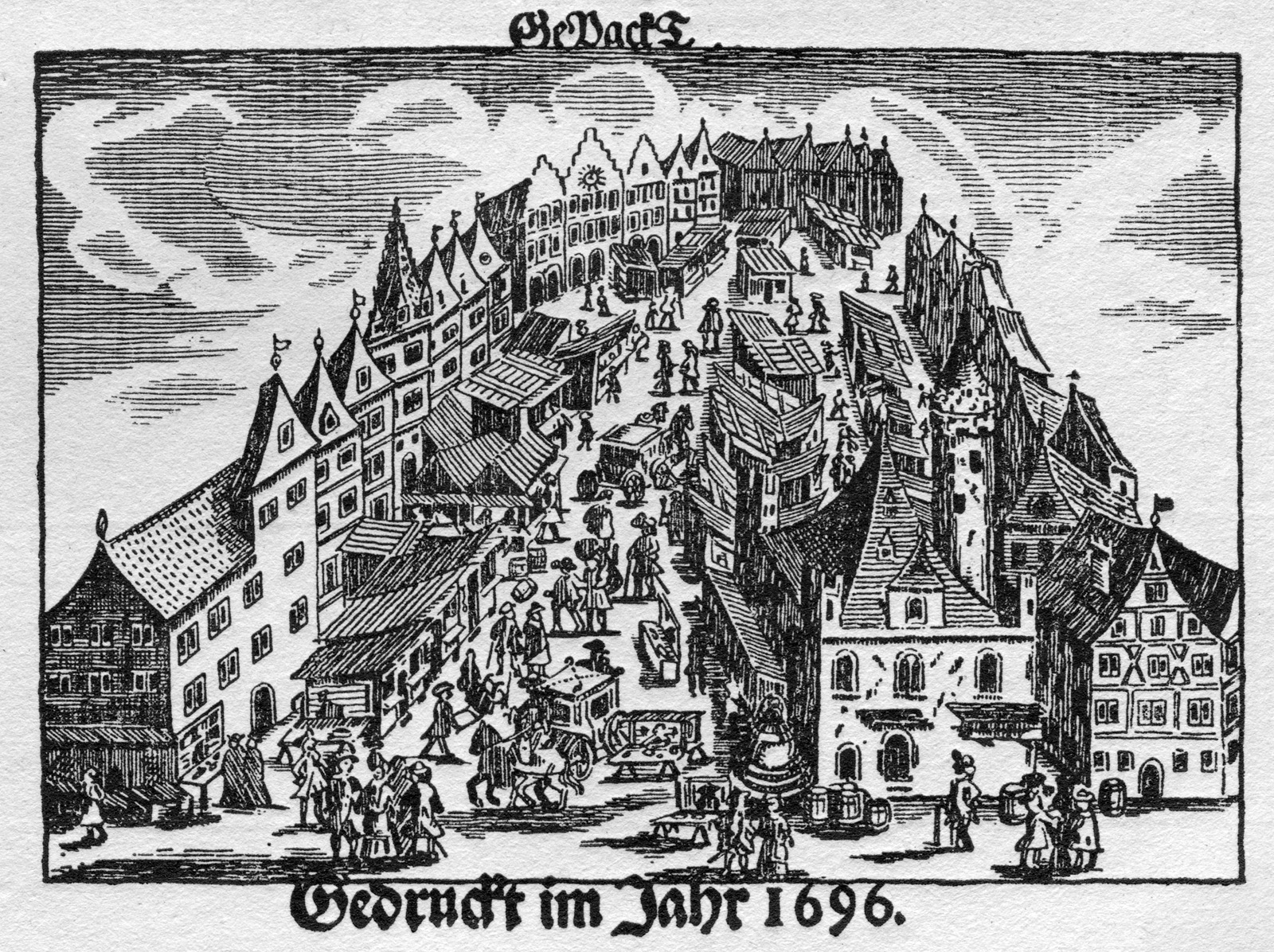
Symbolische Darstellung der Frankfurter Messe in der frühen Neuzeit, 1696
(Kupferstich)

Die Anfänge der Frankfurter Börse hängen eng mit den Messen zusammen, die in der freien Reichsstadt seit dem Hochmittelalter florierten und in der frühen Neuzeit, dem 16. und 17. Jahrhundert, ihren Höhepunkt erreichten. Zu Maria Himmelfahrt im Jahr 1150 wird erstmals die Frankfurter Herbstmesse erwähnt. Meßkaufgeschäfte waren in der Regel nicht Bar-, sondern in der überwiegenden Zahl Kreditverkäufe, wo der Kaufpreis bis zur nächsten Messe gestundet wurde, damit der Käufer den kreditierten Kaufpreis in bar beschaffen konnte.
Dies führte dazu, dass der Besuch der Messen von Kreditoren wie Schuldnern zu einer Pflicht wurde, die über Jahrhunderte den Geldverkehr des ganzen Heiligen Römischen Reichs fest an die Stadt band. Solange der Wechsel als übertragbares und somit handelbares Wertpapier noch nicht eingeführt war, wurden darüber seit dem 14. Jahrhundert auch Schuldscheine ausgestellt.
Als Zahlungsmittel dienten von alters her Münzen, deren Prägung als Regalie einzig dem Kaiser zustand, dann jedoch nach und nach an Landesherren und Städte verpfändet wurde. Frankfurt am Main erhielt 1346 durch Ludwig den Bayern ein eingeschränktes, 1428 ein unbeschränktes Silbermünz-, 1555 dann auch das Goldmünzrecht.
Da viele Landesherren das Münzrecht jedoch gewissenlos ausnutzten, um die eigene Staatskasse zu füllen, sank seit dem Mittelalter stetig der eigentlich vorgeschriebene Feingehalt und damit ihre Kaufkraft. Da zudem jedes Territorium des Heiligen Römischen Reiches eine eigene Währung besaß, wurden in Frankfurt zu Messzeiten die unterschiedlichsten Münzsorten eingeschleppt. Der Rat erlaubte jedoch nur drei von Alters her überkommene Silbermünzsorten zur Bezahlung, nämlich den aus Frankreich eingeführten Turnogroschen, den brabantischen Löwen-Englisch sowie Heller, so dass die Kaufleute aus anderen Teilen des Reiches ihre Währungen vor dem Tätigen von Geschäften zunächst umwechseln mussten.

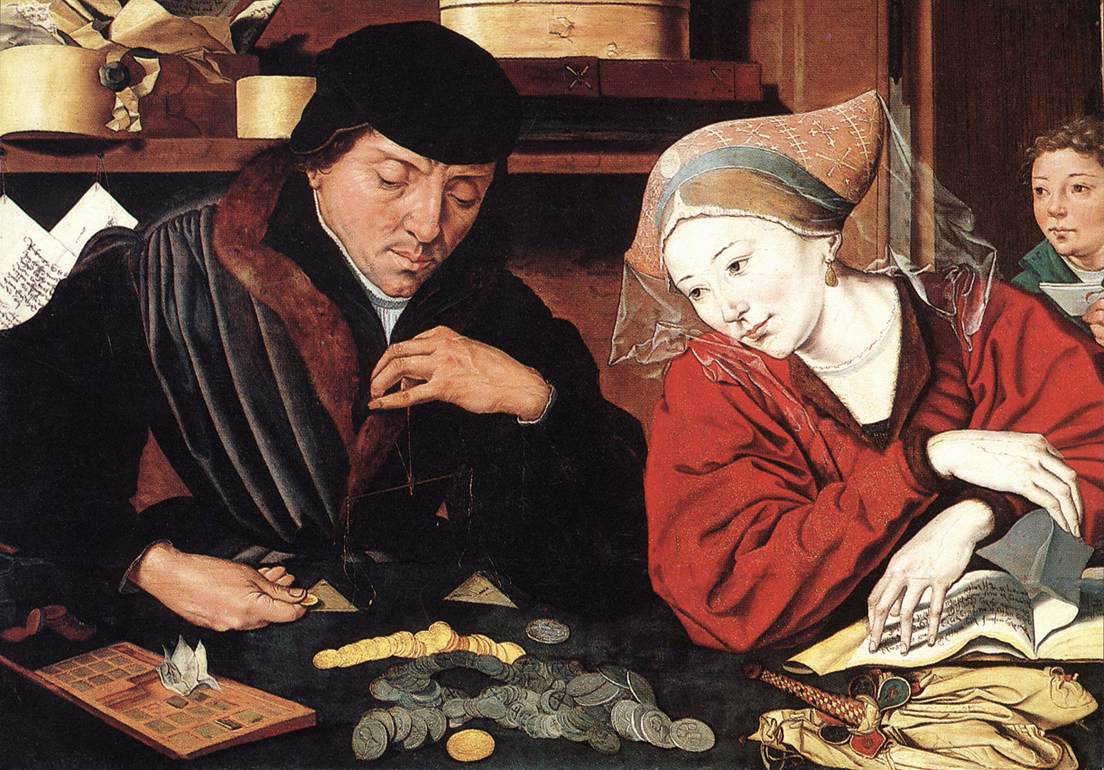
Der Geldwechsler und seine Frau (1541)
(Ölgemälde auf Holz von Marinus Claeszoon van Reymerswaele)

Dieser Münzwechsel war wohl das älteste Bankgeschäft, das hier gepflegt wurde, und als zuvor ebenfalls rein kaiserliche Regalie mit dem eingeschränkten Münzrecht 1346 an die Stadt gekommen. Von nun an wurden vor allem Goldschmiede im Auftrag des Rates als geschworene Wechsler eingesetzt, die mangels anerkannter Sortenkurse sehr hohe Gewinnspannen erreichen konnte. Versuche des Rates zu Anfang des 15. Jahrhunderts, dieses Geschäft in Form einer eigenen Bank zu institutionalisieren, scheiterten nach kurzer Existenz dieses zweitältesten Bankhauses Europas am Widerstand der reichen und einflussreichen Zünftigen. Erst zu Beginn des 16. Jahrhunderts gelang es dem Rat, das Wechselgeschäft widerstandslos endgültig freizugeben.
Die Praxis des Geldwechselns und vorgeschriebener Münzen wurden mit zunehmender Bedeutung der Messen immer problematischer. Traditionell ballten sich die Zahlungen in der zweiten Messwoche, daher auch genannt Zahlwoche. Zu Zeiten von Martin Luther machte der Zahlungsverkehr bereits geschätzte 300.000 Gulden pro Messe aus, was ihn zum Wettern über des Reiches Gold- und Silberloch veranlasste. Längst waren gar nicht mehr genug der „guten“ Münzen zum Einwechseln vorhanden, so dass trotz Verbots viele geringhaltige Sorten in den Zahlungsverkehr gelangten. Darum wussten wiederum meist einzig die Geldwechsler genau und so Betrügereien förderte. Doch selbst unter deren Verwendung hatten die finanziellen Transaktionen ein derartiges Ausmaß erreicht, dass die dafür vorhandenen baren Zahlungsmittel nicht mehr ausreichten. Dies förderte in struktureller Hinsicht die Entstehung eines Börsenwesens durch die Einführung von Meßskontren bzw. Riscontri.

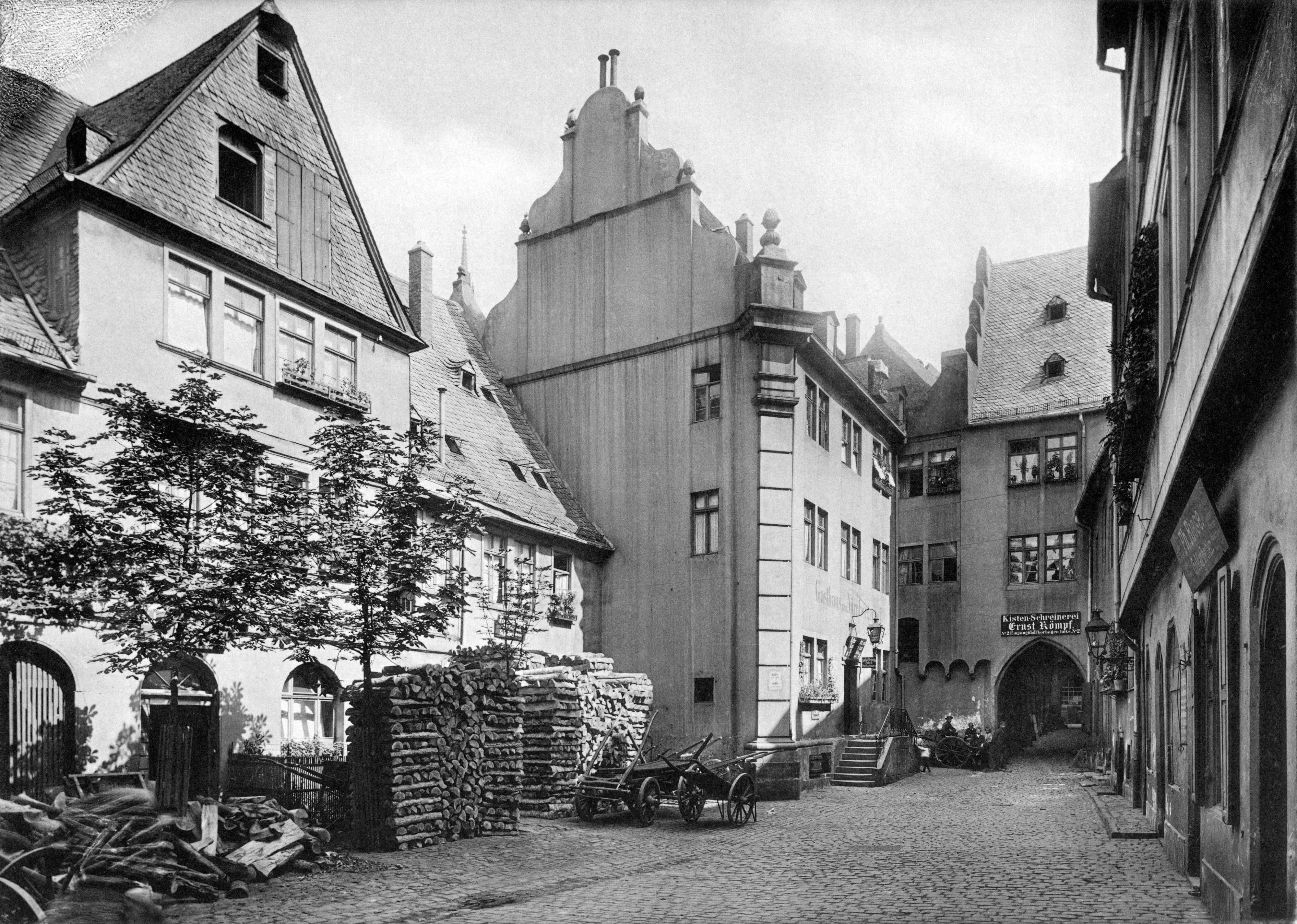
Der Nürnberger Hof nach Süden, das mit Abstand bedeutendste Messequartier der Stadt, um 1897
(Fotografie von Carl Friedrich Fay)

Die Skontration, die die vorgenannten Nachteile barer Zahlungsmittel zumindest reduzierte, konnte jedoch nur mündlich vollzogen werden, weswegen es nötig war, dass sich alle Kaufleute zur gleichen Zeit am gleichen Ort versammelten. Dort wurden dann die in Büchern geführten Bilanzen nach einem Ringsystem gegeneinander abgeglichen und schließlich nur das bar ausgezahlt, was nach Verrechnung der Ein- und Verkäufe der Händler verblieb. Wann genau dies das erste Mal stattfand, ist naturgemäß schwierig festzustellen. Regelmäßige Versammlungen von Kaufleuten wurden bereits im Jahre 1567 in einem kaiserlichen Schreiben an den Rat der Stadt erwähnt. Allgemeine Bekanntmachungen zur Messe waren traditionell im Nürnberger Hof angeschlagen, in kaufmännischer Korrespondenz zu Ende des 16. Jahrhunderts wird das wichtigste Messequartier der Stadt auch als der Ort genannt, wo bedeutende Zahlungen geleistet wurden.
Neben Kaufleuten stellten sich auch schon seit dem Ende des 13. Jahrhunderts zu Messzeiten stets Bittsteller von nahen und fernen Städten, Fürsten und selbst des Kaisers persönlich ein, um gelegentlich des vorhandenen Kapitals Anleihen zu erhalten. Sie wurden im Mittelalter entweder in Form kleinerer, schwebender Kredite oder durch Gültbriefe – vom Sinne her in etwa festverzinsliche, unkündbare Obligationen – ausgegeben. Aufgrund des kirchlichen Zinsverbotes waren die Zinsen in den Geldbeträgen gleich fest eingerechnet. Als Sicherheiten dienten oft reale Güter wie Korn, Wolle oder Wein, bei den stets überschuldeten Kaisern sind für andere Reichsstädte Fälle überliefert, wo diese gar ihre Krone verpfänden mussten. Geldgeber waren meist reiche Patrizier, ab dem 15. Jahrhundert dann auch zunehmend Juden, die vom christlichen Zinsverbot ausgeschlossen waren sowie lange Zeit auch die Stadt, die erst in der Zeit des Schmalkaldischen Krieges erstmals seit Jahrhunderten in die roten Zahlen rutschte, im Zuge ihrer Gegenmaßnahmen dann aber auch zu einer weiteren Entwicklung des Kapitalmarktes beitrug.
Im Verlaufe des 15. Jahrhunderts wurde der Wechsel im modernen Sinne – also als handelbares Wertpapier – allmählich von italienischen Händlern auf den Messen eingeführt. Welch europäische Dimension das Geschäft dann schon Anfang des 16. Jahrhunderts besaß, wurde an der Wahl von Kaiser Karl V. deutlich, der sich die Stimmen der deutschen Kurfürsten für die damals ungeheure Summe von 851.000 Gulden – teils bar, teils in Wechseln – erkaufte. Von den auch aus Italien eintreffenden Urkunden, dessen Banken mit etwa 165.000 Gulden beteiligt waren, befand sich alleine ein auf 110.000 Gulden lautender Wechsel vom 5. Januar 1519 aus dem spanischen Saragossa, zahlbar in Frankfurt durch die Handelsgesellschaft des Anton Welser, den der dortige Patrizier Jakob Neuhaus einlöste.
Ab Mitte des 16. Jahrhunderts ging der Handel mit diesen Papieren dann schnell von den Italienern in die Hände niederländischer Kaufleute über, die in einer ersten Zuwanderungswelle nach Frankfurt gekommen waren. Für sie bot sich ein nahezu unerschlossener Markt, war in ihrer Heimat das Börsenwesen doch schon seit dem 15. Jahrhundert verbreitet und auch der Handel mit über schlichte Wechsel hinausgehenden Wertpapieren wenigstens seit dem 16. Jahrhundert gängige Praxis.

### Gründung und Entwicklung der Börse in der frühen Neuzeit

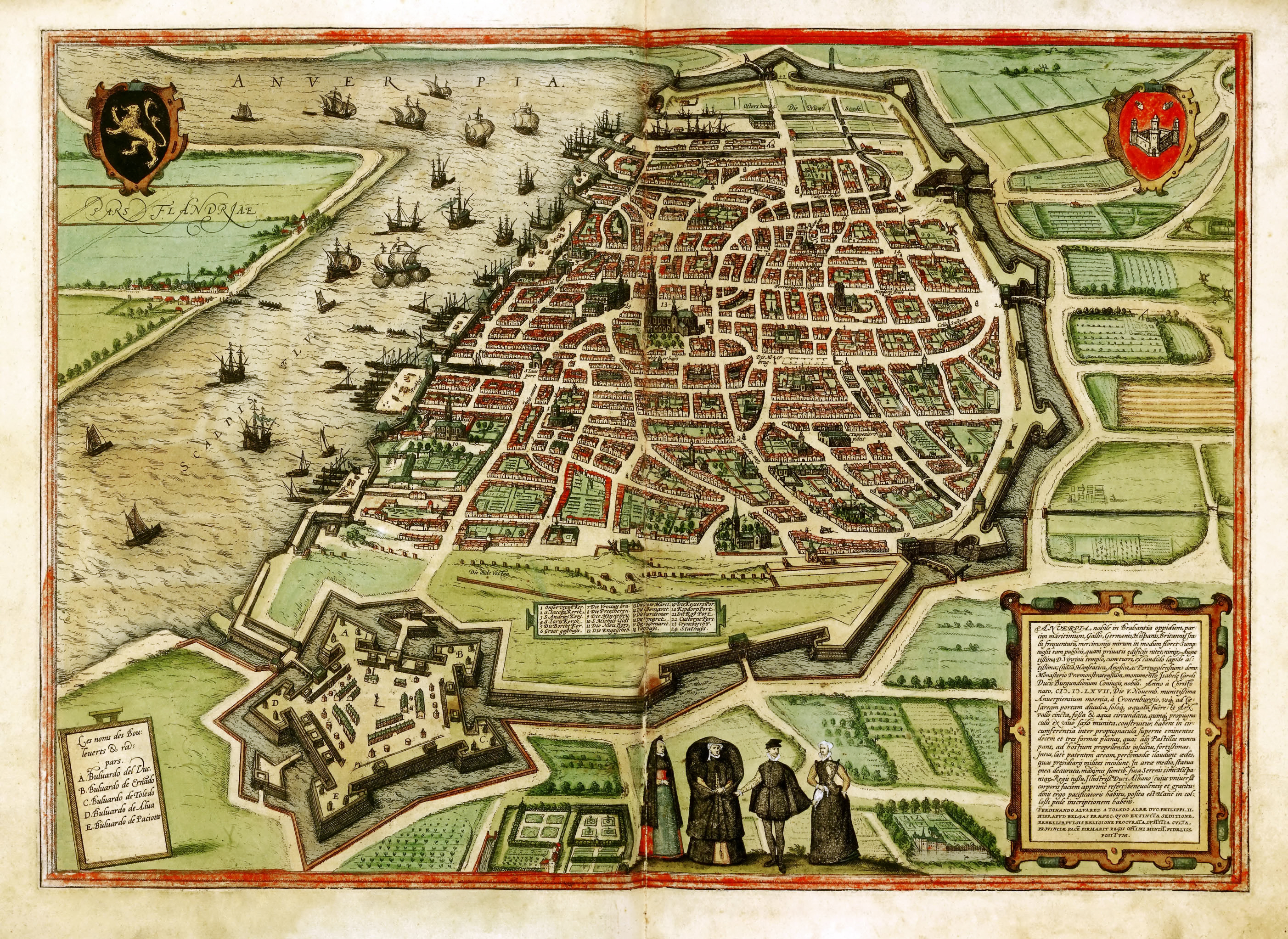
Ansicht von Antwerpen, um 1572
(Altkolorierter Kupferstich)

1585 wird heute als das Gründungsjahr der Frankfurter Börse angesehen, als im baren Zahlungssystem – wie fast immer, diesmal aber wohl außerordentlich – chaotische Zustände herrschten, da dort ausländische Münzen dominierten, deren Wert nicht feststand. Der immer noch unumgängliche Münzwechsel führte so zu schweren Gewinneinbußen. Daher kamen zur Herbstmesse 84 Kaufleute aus ganz Europa zusammen und setzten per Beschluss den Wert von neun Münzsorten fest. Am 15. September richteten sie sich auf dem Wege der Supplikation an den Rat und baten ihn, für die Durchführung des Münzvergleichs Sorge zu tragen, der dieser Eingabe folgte und Zuwiderhandlung mit Strafe bedrohte.
Um die Kurse im Sortenverkehr zu aktualisieren, trafen sich die Kaufleute von nun an regelmäßig, d. h. zunächst zu jeder Messe. Die Bezeichnung Burß ist für diese Versammlung bereits seit dem Jahre 1605 schriftlich belegt. Spätestens ab diesem Zeitpunkt wird das Vorhandensein einer ganzjährigen Börse angenommen, auch wenn sich explizit erst 1639 ein Edikt des Rats erstmals explizit auf Wechselgeschäfte auch außerhalb der Messzeiten bezog. Hauptgrund für die rasche Entwicklung war der Fall Antwerpens im Jahr 1585, wonach in einer zweiten Einwanderungswelle zunehmend niederländische Kaufleute in Frankfurt ansässig wurden, die nicht mehr dem traditionellen Warenhandel, sondern reinen Wechselgeschäften nachgingen. Antwerpen war vor seiner Eroberung durch die Spanier der bedeutendste und fortschrittlichste Börsenplatz Europas gewesen.

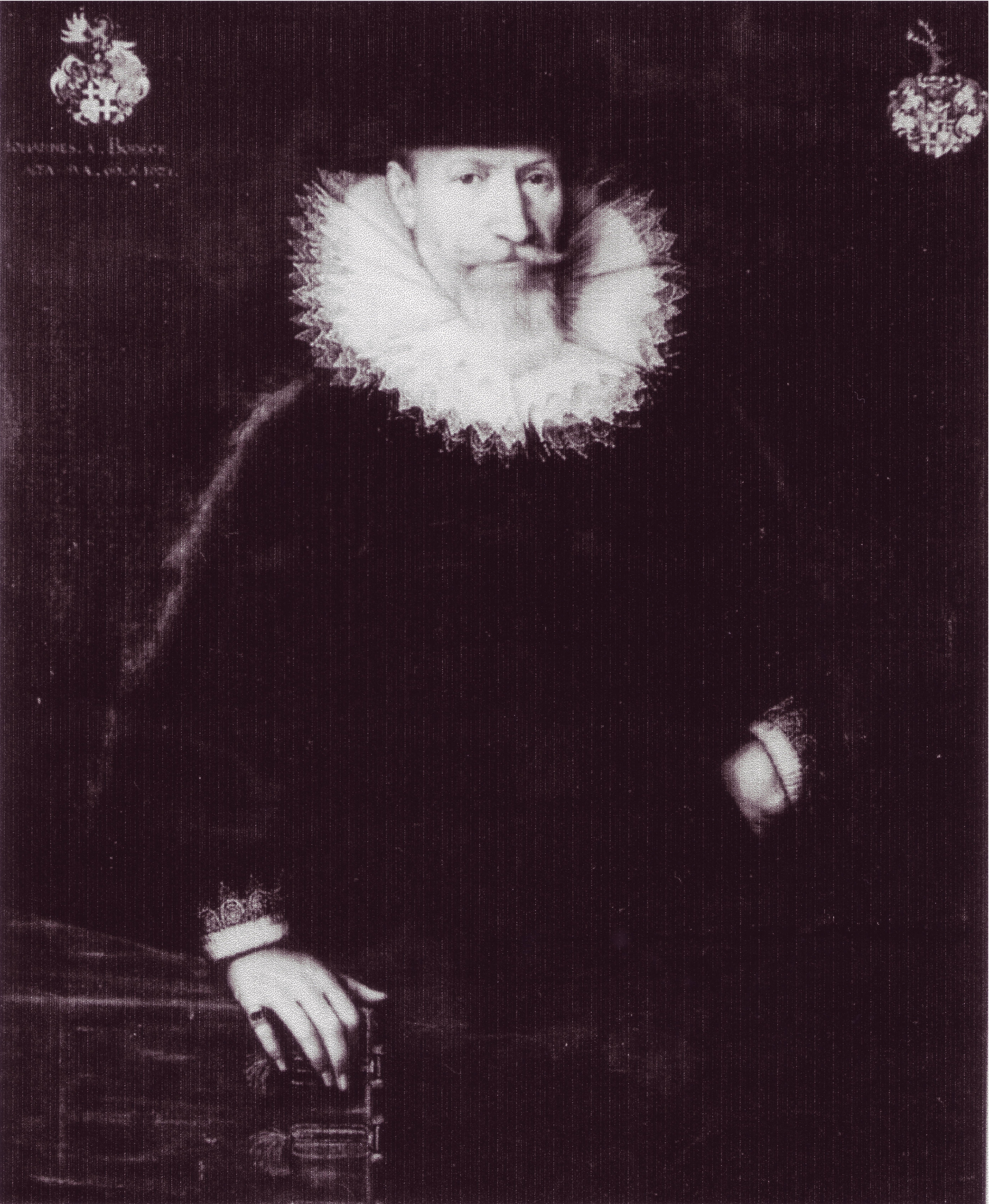
Johann von Bodeck (1555–1631)
(Ölgemälde auf Holz)

Prototyp des Erfolgs der Zuwanderer war Johann von Bodeck, der noch 1585 nach Frankfurt gekommen war und bald als Erbe der Fugger und Imhoffs galt. Er konnte sich fast ausschließlich über den Handel mit Depositendarlehen – u. a. zählten der spanische König Philipp II. und Kaiser Ferdinand II. zu seinen Kunden – und dem Geschäft mit Wechselbriefen bis 1630 zum ersten Bankier und Guldenmillionär Frankfurts emporarbeiten. Der Umfang seiner Tätigkeit wuchs so stark an, dass er heute als einer der wesentlichen Faktoren für die Ausdehnung der Frankfurter Börse auch auf die Zeiten außerhalb der Messen rezipiert wird.

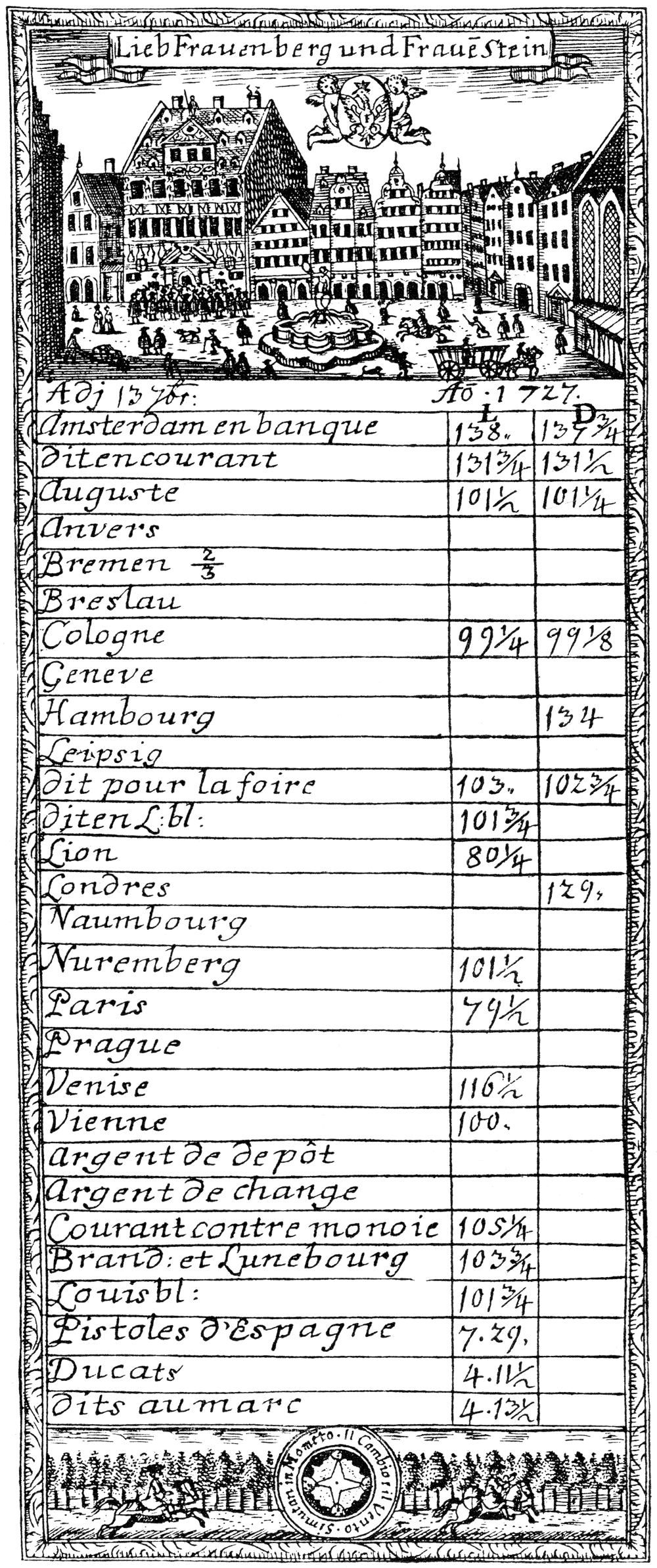
Kurszettel von 1727
(Kupferstich)

Hatte die Börse anfänglich etwa zwei Dutzend Teilnehmer, so stieg ihre Zahl bis 1620 auf rund 60 an, die „welschen“ Kaufleute dominierten – man höre mehr französisch und flämisch als deutsch, klagte ein Nürnberger Kaufmann. Noch deutlicher zeigt die Entwicklung des Maklerwesens die Veränderungen: 1580 gab es ihrer noch neun und ausschließlich Fremde, 1589 schon sechzig, weitere zwanzig Jahre später fast nur noch Einheimische und auch weit mehr Wechsel- als Warenmakler, es etablierte sich also bereits die Vorstufe des modernen Börsenmaklers.
Die große Zahl der Makler hatte, konfessionelle Differenzen und Streitigkeiten zwischen In- aus Auswärtigen noch ausgenommen, auch die Kehrseite, das sich alsbald Unübersichtlichkeit und auch der offene Vorwurf des Betrugs einstellte. 1625 erschien daher nach erneuten Beschwerden der erste amtliche, unter Aufsicht des Rats festgesetzte Kurszettel, welcher die Durchschnittskurse für zwölf Geldsorten aufführte. Der älteste noch vorhandene Frankfurter Kurszettel stammt aus dem Jahre 1721 und enthält 16 Münzkurse.
Ort der Börse war der Platz vor dem städtischen Rathaus, bei schlechten Wetter auch die Römerhalle (das heute noch existierende, gewölbte Erdgeschoss des Hauses zum Römer) – ein Aktenstück des Instituts für Stadtgeschichte aus dem Jahr 1616 spricht von der Borsch vorm Römer. Christen und Juden hatte getrennte Versammlungen, letztere mussten sich mit einem Platz auf der anderen Seite des Römerberges, dem Samstagsberg begnügen.
Aus der passiven Handelsstadt, die weither von Kaufleuten aufgesucht wurde, war binnen drei Jahrzehnten eine internationale Handelsmetropole mit weitreichenden Fernhandelsbeziehungen und einem ausgedehnten Kreditwesen geworden. Letzteres wurde, da Effekten noch unbekannt waren, vor allem in Form von Deposito realisiert, wo Beträge gegen Schuldscheine ausgeliehen wurden – die Zinsen schlug man aufgrund des kirchlichen Verbots einfach zum Kapital dazu. Nach der Lockerung im Zuge der Reformation wurden die Zinsen auch offen in einer Spalte mit dem Buchstaben D auf den Kurszetteln ausgewiesen.

### Konstituierung der Börsenverwaltung

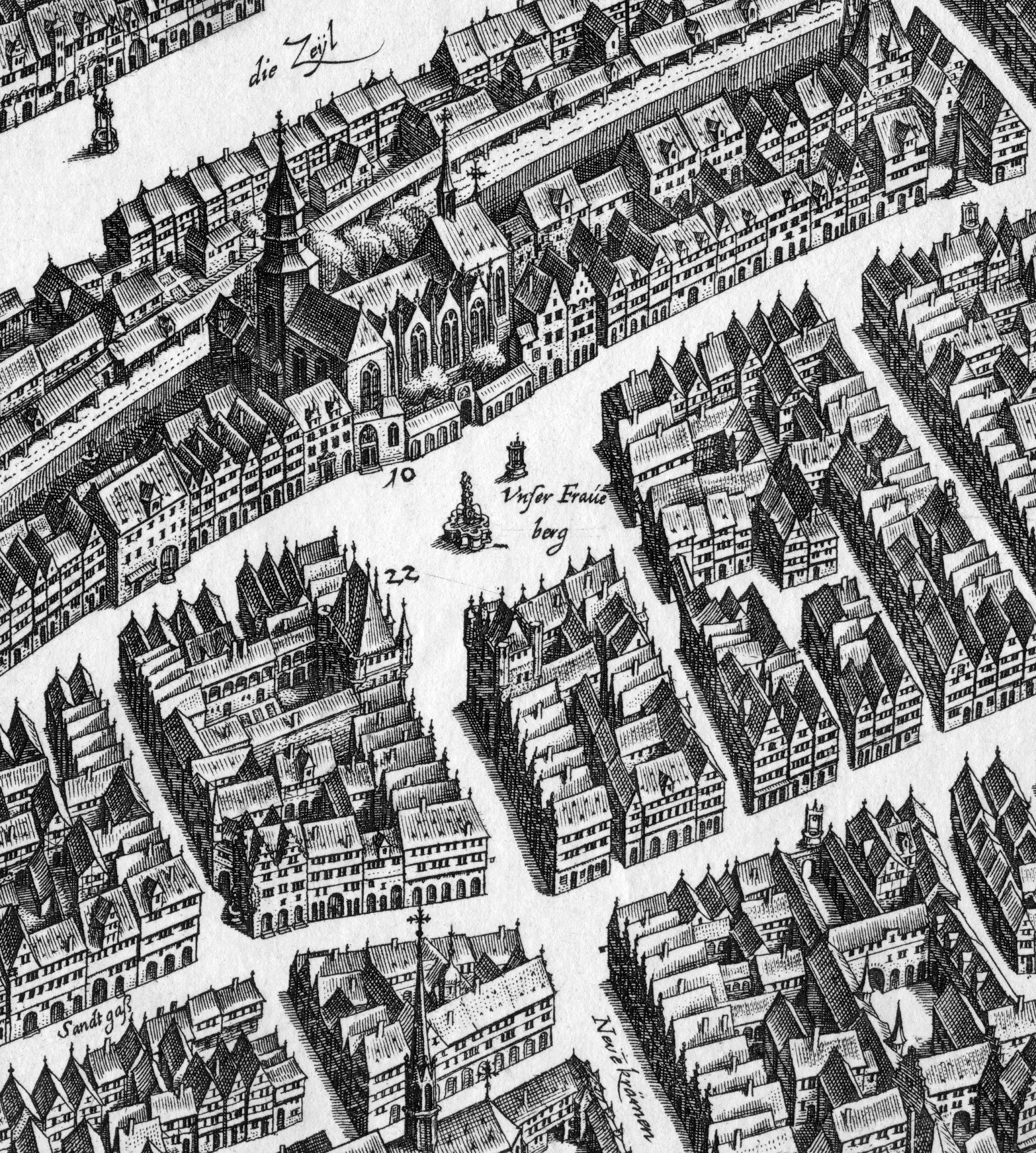
Liebfrauenberg mit dem (noch gotischen) Großen Braunfels und seinem ausgedehnten Innenhof, 1628
(Kupferstich von Matthäus Merian d. Ä.)

Erst ab 1694 wurde mit dem Bezug des Hauses Großer Braunfels am Liebfrauenberg ein wetterfester Handel möglich. Traditionell fand der Handel aber dennoch möglichst unter freien Himmel im Innenhof statt. Das im Kern aus der Mitte des 14. Jahrhunderts stammende Gebäude, das im Westen bis an die Kleine Sandgasse (heute nur Sandgasse) reichte und somit eines der geräumigsten der Stadt war, war damals grade für 15.000 Gulden von den Vorbesitzern an die adelige Gesellschaft Frauenstein verkauft worden. Diese ließ das Gebäude nun aufwändig barockisieren und vermietete Teile davon sogleich für 100 Reichstaler im Jahr an die dienstags und freitags um 12 Uhr für je eine Stunde öffnende Börse.

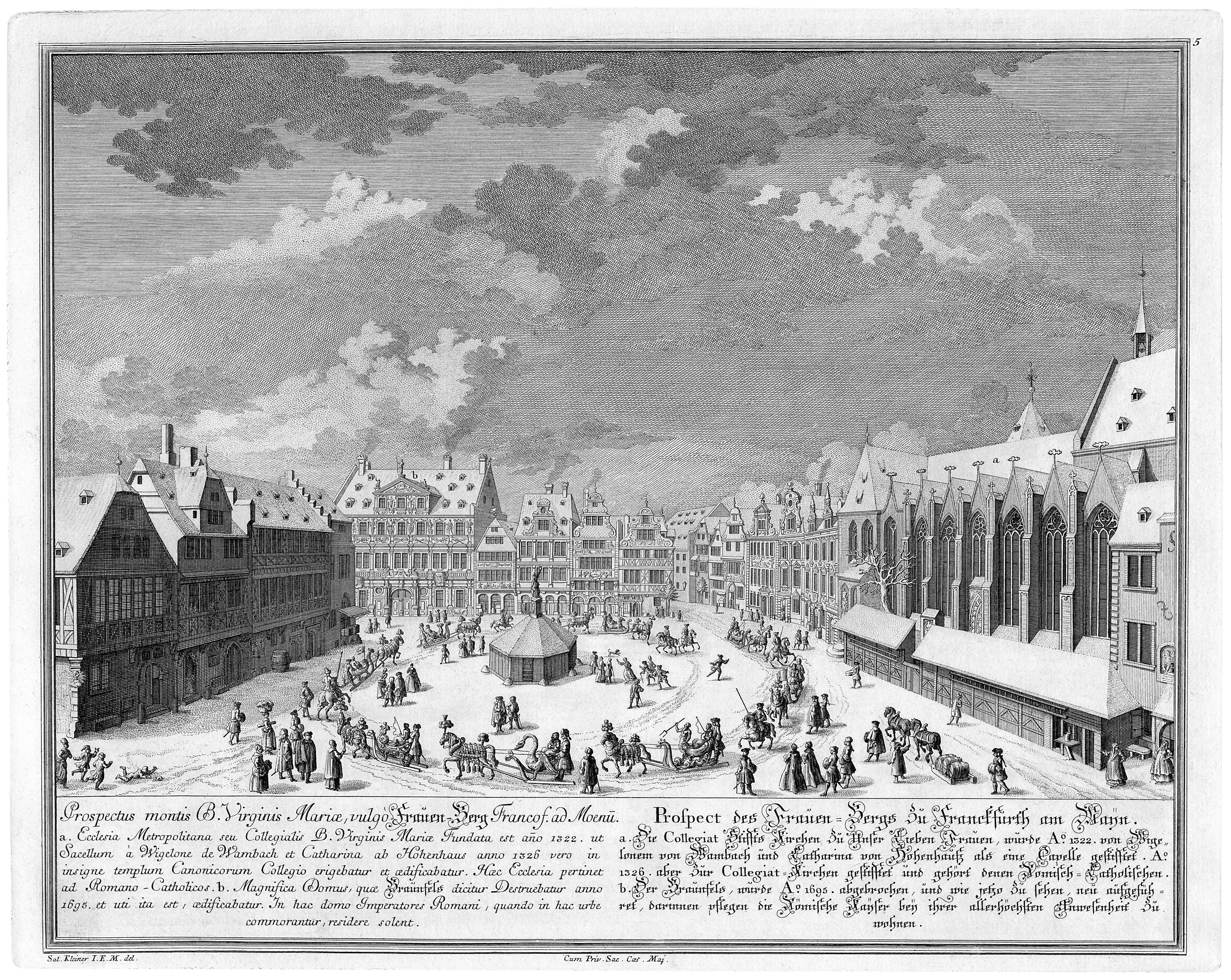
Liebfrauenberg nach Westen mit dem barock umgestalteten Großen Braunfels (markiert mit dem Buchstaben b), 1728
(Kupferstich von Georg Daniel Heumann nach Zeichnung von Salomon Kleiner)

Zu dieser Zeit hatte die Frankfurter Börse einen internationalen Rang gewonnen, viele Händler kamen nur noch zur Messe, um verschiedensten Formen des Kreditgeschäftes nachzugehen. Gleichzeitig – ein Beweis sind die darüber ab 1694 vorhandenen Akten – wurde auch erstmals eine offizielle Börsenverwaltung eingerichtet. Dass eine solche zuvor bereits existiert hat, ist nicht unwahrscheinlich, jedoch auch nicht zu belegen.
Bereits im Verlaufe des ganzen 17. Jahrhunderts hatten mehrfach Vertreter der Kaufmannschaft an Supplikationen und sogar Gesetzen mitgewirkt. Beispielsweise regte man 1652 nach dem Vorbild anderer Handelsstädte eine gesetzliche Wechsel- und Kaufmannsordnung an, die eine Kommission mit zwei Ratsdeputierten, zwei Juristen sowie drei Vertretern des Handelsstandes bis 1666 erarbeitete. Diese galt als so vorbildlich, dass sie in vier Sprachen – holländisch, französisch, italienisch und spanisch – in alle Welt versandt wurde. Die Abgeordneten der Kaufleute, die daran mitgewirkt hatten, waren jedoch immer nur für ein spezielles Vorhaben wie dieses ausgesucht, ein planmäßiges Auftreten ist nicht zu erkennen, die Bezeichnungen der Vertretungen schwanken von Auftritt zu Auftritt in den Schriftzeugnissen vor allem der zweiten Hälfte des 17. Jahrhunderts.
Doch bereits 1707 konstituierte sich das junge Börsenverwaltungsorgan in eine offizielle Vertretung des Kaufmannsstandes auf paritätisch-konfessioneller Grundlage, die Deputierten der Kaufmannschaft – die Geburtsstunde der späteren Frankfurter Handelskammer. Obgleich das Gremium nie eine gesetzliche Grundlage besaß, ist es vom Rat doch stillschweigend als Behörde anerkannt worden, indem man die Namen seiner Mitglieder in den ab 1734 erschienenen Ratskalendern veröffentlichte. Andererseits war das Gremium wohl auch durch diesen halboffiziellen Charakter für die, die es eigentlich vertrat, nicht immer die ultima ratio, und so sind das ganze 18. Jahrhundert hindurch Fälle belegt, wo man sich immer wieder direkt an den Rat wandte, obwohl die Vertretung dafür eigentlich zuständig gewesen wäre.
Die acht Mitglieder der Deputation waren stets zur Hälfte protestantischen, zur Hälfte reformierten Glaubens. Das Amt wurde bis zum Tode ausgeübt, starb ein Mitglied, wählten die sieben übrigen Deputierten aus der Kaufmannschaft einen neuen Kollegen. Ihre Tätigkeit bestand im Wesentlichen in der Erstattung von Gutachten über Handelsgebräuche, später auch Münz-, Zoll- und Verkehrsfragen. Die Gutachten hatten teils nicht unerheblichen Einfluss auf Gesetzgebungsverfahren, so etwa die 1739 verabschiedete Maklerordnung, die, was damals einer Revolution gleichkam, erstmals offiziell die Zulassung sämtlicher auswärtiger Makler aufhob und die Waren strikt von den Wechselmaklern trennte.
Die andere Funktion, die auch in der geläufigeren Bezeichnung als Börsenvorsteher zum Ausdruck kam, brachte vor allem Verwaltungsaufgaben mit sich, so die Vereinnahmung von Mitgliedsbeiträgen, dokumentiert in ab 1718 erhaltenen Kassenbüchern, mit denen der Börsensaal und das Sitzungszimmer der Deputierten im Großen Braunfels bezahlt wurden.

### Entwicklung im 18. und frühen 19. Jahrhundert
Im 18. Jahrhundert begann sich die Frankfurter Börse langsam in dem Maße von ihren Ursprüngen, den Messen zu lösen, wie diese der Stadt von Leipzig allmählich im Rang abgelaufen wurden. Die entstehenden absolutistischen Staaten Europas gaben sich moderne Finanzverfassungen mit geordneten Steuersystemen und einem Staatsschuldenwesen. Zeitgleich kam es zu einer Gründungswelle königlicher Hof- und Girobanken in vielen deutschen Staaten ebenso wie zahllosen Privatbanken.

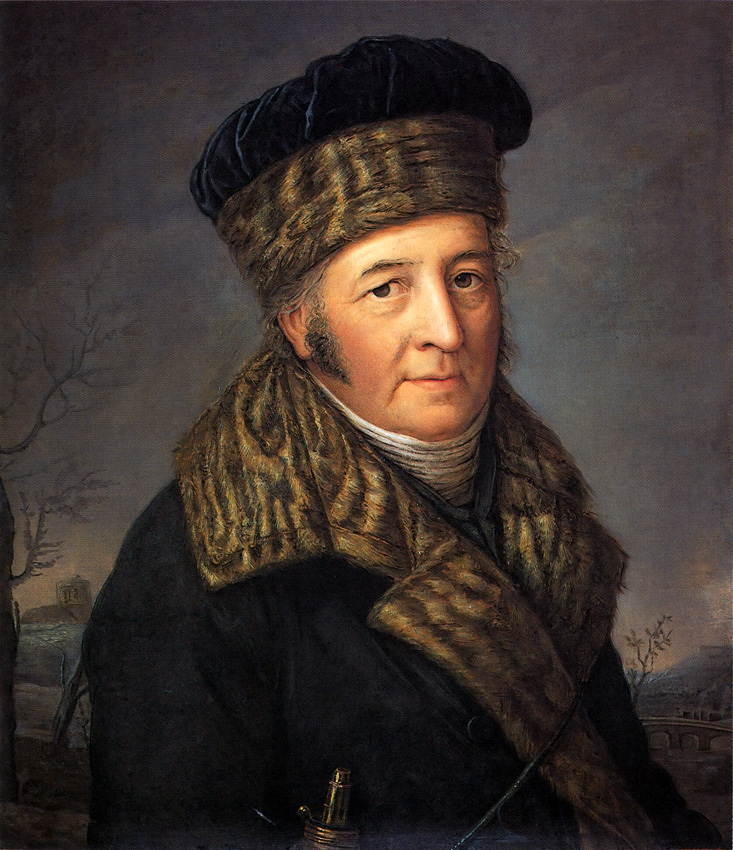
Friedrich Metzler (1749–1825), der erste Bankier seiner Familie
(Ölgemälde auf Leinwand)

Zu den Frankfurter Bankhäusern der ersten Stunde zählten Johann Goll & Söhne (1602 gegründet, 1915 Übernahme durch die Mitteldeutsche Creditbank), D. & J. de Neufville (um 1650 gegründet, 1924 liquidiert), Johann Friedrich Schmid & Co. (1732 gegründet, 1835 liquidiert), Johann Ludwig Willemer & Co. (1748 gegründet, 1815 liquidiert) sowie das heute noch bestehende Haus Benjamin Metzler seel. Sohn & Co. (spätestens 1760 als Bankhaus aktiv).

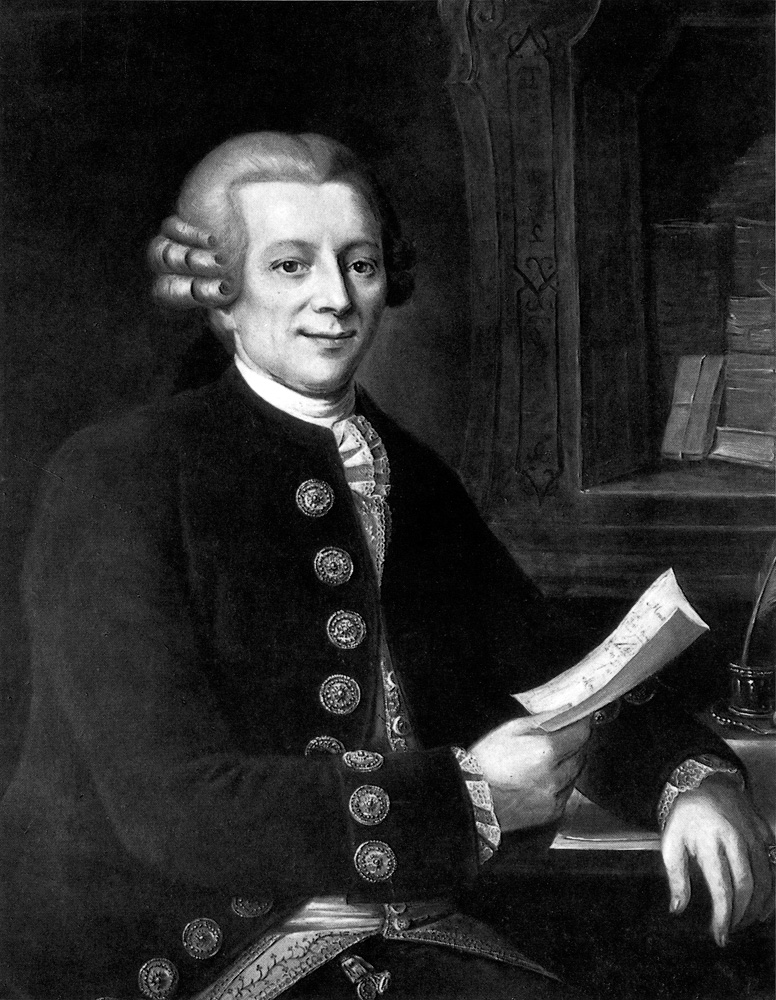
Simon Moritz Bethmann (1721–1782), Mitbegründer des Bankhauses
(Ölgemälde auf Leinwand)

Vor den genannten Häusern war es im Zeitalter der Aufklärung aber vor allem eines, das dem Frankfurter Börsenwesen den Weg in die Moderne ebnete: das 1748 gegründete, bis heute bestehende Bankhaus Bethmann. Die Bethmanns machten sich schnell einen Namen durch die Vermittlung von Staatsanleihen vor allem für den Wiener Hof. Ab 1779 stieg auch das Haus Metzler, das mit den Bethmanns verwandtschaftlich verbunden war, in dieses Geschäft ein und bediente u. a. 1792 als erste Frankfurter Bank das Königreich Preußen.
Weitere der vorgenannten Institute folgten nach, bei Provisionen, die durchschnittlich zwischen 2,5 und 3 Prozent lagen, machten die Bankiers anbetrachts des explodierenden Kapitalbedarfs schnell ein Vermögen. viele prächtige Altstadt- und Gartenhäuser des späten 18. und frühen 19. Jahrhunderts, fast sämtlich im Zweiten Weltkrieg zerstört, legten von dieser Blüte noch bis 1944 Zeugnis im Stadtbild ab.
Große Bedeutung für das Börsenwesen hatte eine von den Bethmanns für den deutschen Kaiser in Wien platzierte Millionenanleihe im Jahre 1779, die auf dem Wege der Partialobligation herausgegeben wurde. Da diese anders als Wechsel eine lange Laufzeit hatten und eine große Zahl von Stücken mit gleichen Nennwerten in runden, niedrigen Beträgen umlief, wurde erstmals eine vernünftige Kursnotierung und ein börsenmäßiger Handel möglich – der Effektenmarkt war damit etabliert. Mit der Französischen Revolution setzte zeitgleich ein politischer Umbruch in Europa ein, der die Kapitalmärkte für mehr als zwei Jahrzehnte lähmen sollte.
Nach dem Sturz Napoleons fand sich Frankfurt am Main 1815 als Freie Reichsstadt des Deutschen Bundes wieder, trotz erheblicher Kontributionszahlungen in der Zeit französischer Besetzung doch physisch und vor allem als Finanzplatz unbeschadet. Schon im Mai 1808 hatten sich die Deputierten der Kaufmannschaft an Napoleons Majordomus in Frankfurt, Karl Theodor von Dalberg, mit der Bitte um Bildung eines Handlungsvorstands nach französischem Vorbild gewandt. Bereits nach zwei Tagen genehmigte dieser das Vorhaben, die Handelskammer konstituierte sich als öffentlich-rechtliche Körperschaft am 7. Mai 1808. Die Börsenverwaltung wurde einem bei der Kammer zu bildenden Ausschuss zugeschlagen und die 223 Jahre alte „private“ Börse somit unter die Trägerschaft der Handelskammer gestellt.
1811 gelang es dann Frankfurter Juden nach fast dreieinhalb Jahrhunderten weitgehender Rechtlosigkeit im Ghetto sich die Gleichstellung mit der übrigen Bevölkerung für die Summe von 440.000 Gulden zu erkaufen – obgleich Karl Theodor von Dalberg diese schon 1806 offiziell verkündet hatte. Nun schlug endgültig die Stunde des schon seit Ende des 18. Jahrhunderts rasch aufsteigenden Bankhauses von Mayer Amschel Rothschild. Seine fünf in die Welt geschickten Söhne – nur Amschel Mayer von Rothschild blieb in der Stadt – begründeten u. a. in London, Paris und Wien weitere Zweigstellen, über die nun z. B. die französischen Kriegsentschädigungen oder die britischen Unterstützungsgelder an Kontinentaleuropa ausgezahlt wurden. Dazu kam noch der gewaltige Staatsanleihebedarf zum Wiederaufbau des verwüsteten Europas, auf die das Haus Rotschild spezialisiert war. Schon 1820 betrug das Volumen der von ihm übernommenen Verpflichtungen rund 1,2 Milliarden Gulden. Berühmt war auch sein Informationssystem – eine Taubenpost – durch die die einzelnen europäischen Zweigstellen ihr Vorgehen optimal aufeinander abstimmen konnten.
Bethmann, Metzler und Konsorten, die spätestens ab 1820 – relativ betrachtet – zunehmend in den Hintergrund traten und sich gekonnt speziellen, zukunftsträchtigen Anlageformen wie dem Aktien-, Depot- und Industrieanleihengeschäft zuwandten, hatten die Instrumente geschaffen und die Richtung bestimmt, in die die Frankfurter Börse im 19. Jahrhundert gehen sollte – die Staatsfinanzierung. Diese Spezialisierung schützte sie im Gegensatz zu anderen Städten vor den Krisen, die vor allem die Gründungswellen im Zuge der Industrialisierung mit sich brachten. Nun waren es die Rothschilds, die das vorhandene Instrumentarium und die eingeschlagene Marschrichtung nutzten, international ausdehnten und Frankfurt am Main neben London und Paris zur Weltbörse machten.
Ab den 1820er Jahren kamen zu den bisherigen, relativ „sicheren“ Wertpapieren auch zunehmend fragwürdige Geschäftsformen wie Los- und Prämienanleihen hinzu. Andererseits notierte man mit der Actie der privilegierten oesterreichischen National-Bank erstmals auch ein modernes Wertpapier. Die zunehmende Internationalität und somit Verflechtung mit anderen Börsen, die längst nicht alle als so krisensicher galten, bereitete Sorgen. Das Parkett galt in den immer noch nur zwei Stunden, verteilt auf zwei Tage die Woche, als überlaufen von Glücksrittern, die kaum ein Risiko scheuten.
Aus beiden Gründen beantragen 58 Bankhäuser 1825 eine tägliche Nebenbörse für die Abendstunden, die einzig dem Effektenhandel dienen sollte. Das Rechneiamt der Stadt lehnte ab mit der Begründung, so werde nur der Ruin der Familien leichtsinniger Männer beschleunigt. Daraufhin gründeten die Bankiers ein Colleg, dessen Statut Zeitunglesen, gesellige Unterhaltung und beliebige Besprechung vorsah und auch von der Handelskammer gedeckt wurde, als das Rechneiamt es um gutachterliche Stellungnahme zur Zielsetzung des Vereins ersuchte. Nach einigen Jahren im „Untergrund“ änderte der Verein seinen Namen 1838 dann offiziell in Effektensozietät, die grundsätzlich bis heute Bestand hat.

### Der Weg zum eigenen Börsengebäude

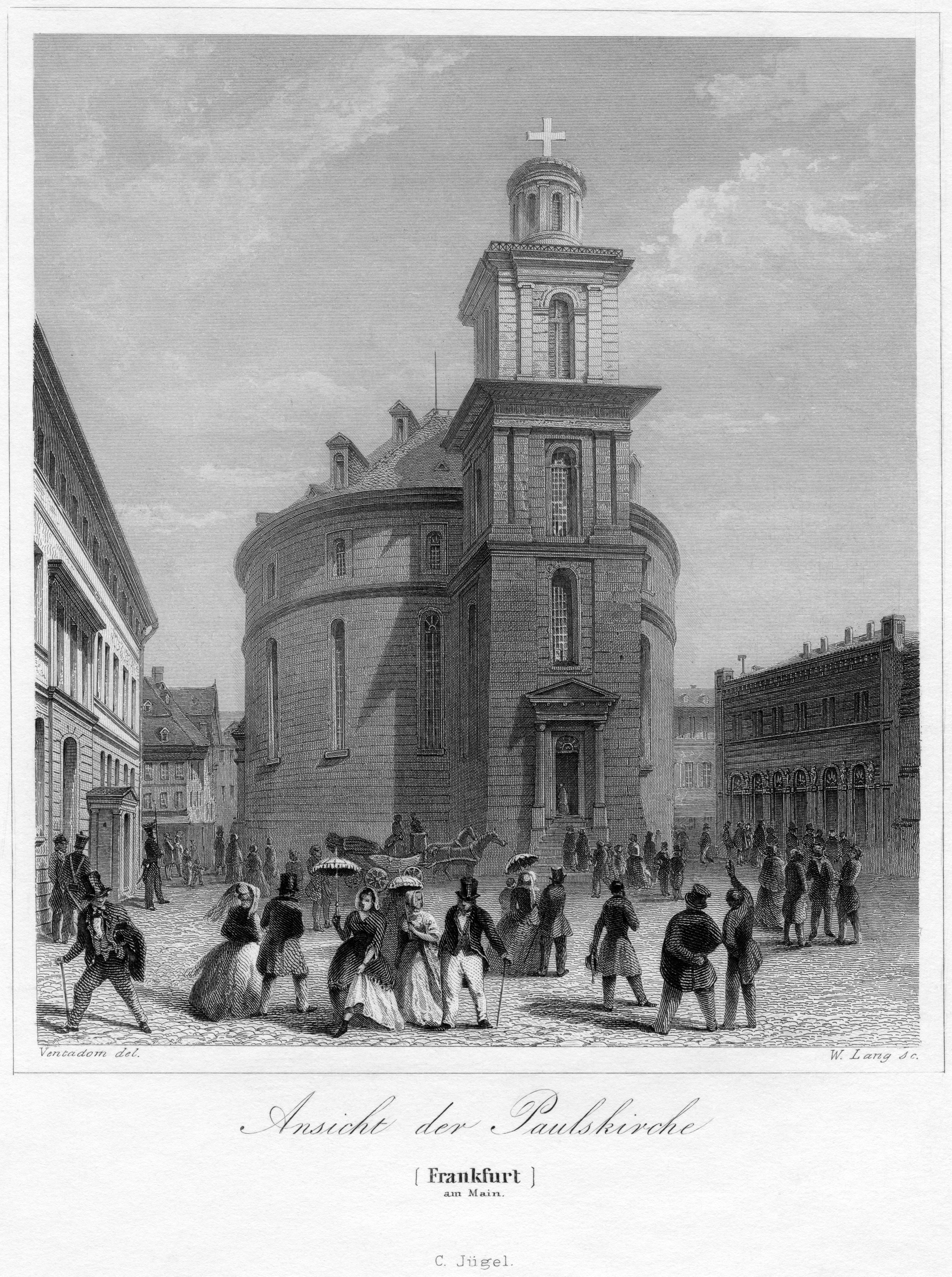
Die Alte Börse neben der Paulskirche, 1848
(Stahlstich von Wilhelm Lang nach Vorlage von Ventadorn)

Anbetrachts der Bedeutung der Frankfurter Börse waren neben den Börsenzeiten auch die Räumlichkeiten im 19. Jahrhundert den Verhältnissen nicht mehr angemessen. Wilhelm Hauff schilderte 1827 eine Frankfurter Börsensitzung in den Mittheilungen aus den Memoiren des Satan wie folgt:
„Börsenhalle! unter diesem Namen stellt sich wohl der Fremde, der diese Einrichtung noch nie gesehen, ein weitläufiges Gebäude vor, wie es der Stadt Frankfurt würdig wäre, mit weiten Sälen, Seitengängen, schönen Portalen und dergleichen. Wie wundert er sich aber und lächelt, wenn er in diese Börsenhalle tritt! Man stelle sich einen ziemlich kleinen, gepflasterten Hof, von unansehnlichen Gebäuden eingeschlossen, vor, wo man mit Bequemlichkeit Pferde striegeln, Wagen reinigen, Waschen, Hühner und Gänse füttern, und dergleichen solide häusliche Handtierungen verrichten könnte. Statt des ehrwürdigen Truthahns, statt der geschwätzigen Hühner und Gänse, statt des Stallknechts mit dem Besen in der Faust, statt der Küchendame, die hier ihren Salat wascht – sieht man hier zwischen zwölf und ein Uhr Mittags ein buntes Gedränge; […] Endlich wirst Du eine Tafel, etwa wie ein Wirtshausschild anzusehen, gewahr; drauf steht mit goldenen Buchstaben deutlich zu lesen: – Börsenhalle. Also in der Börsenhalle der freien Stadt Frankfurt befindest Du Dich; […]“
Um den neuen Tatsachen gerecht zu werden, errichtete Eugen Peipers nach Plänen des Berliner Architekten Friedrich August Stüler 1843 das erste repräsentative Börsengebäude, heute Alte Börse genannt, in der Neuen Kräme. Das Gebäude war auch Sitz des Frankfurter Telegraphenbüros.

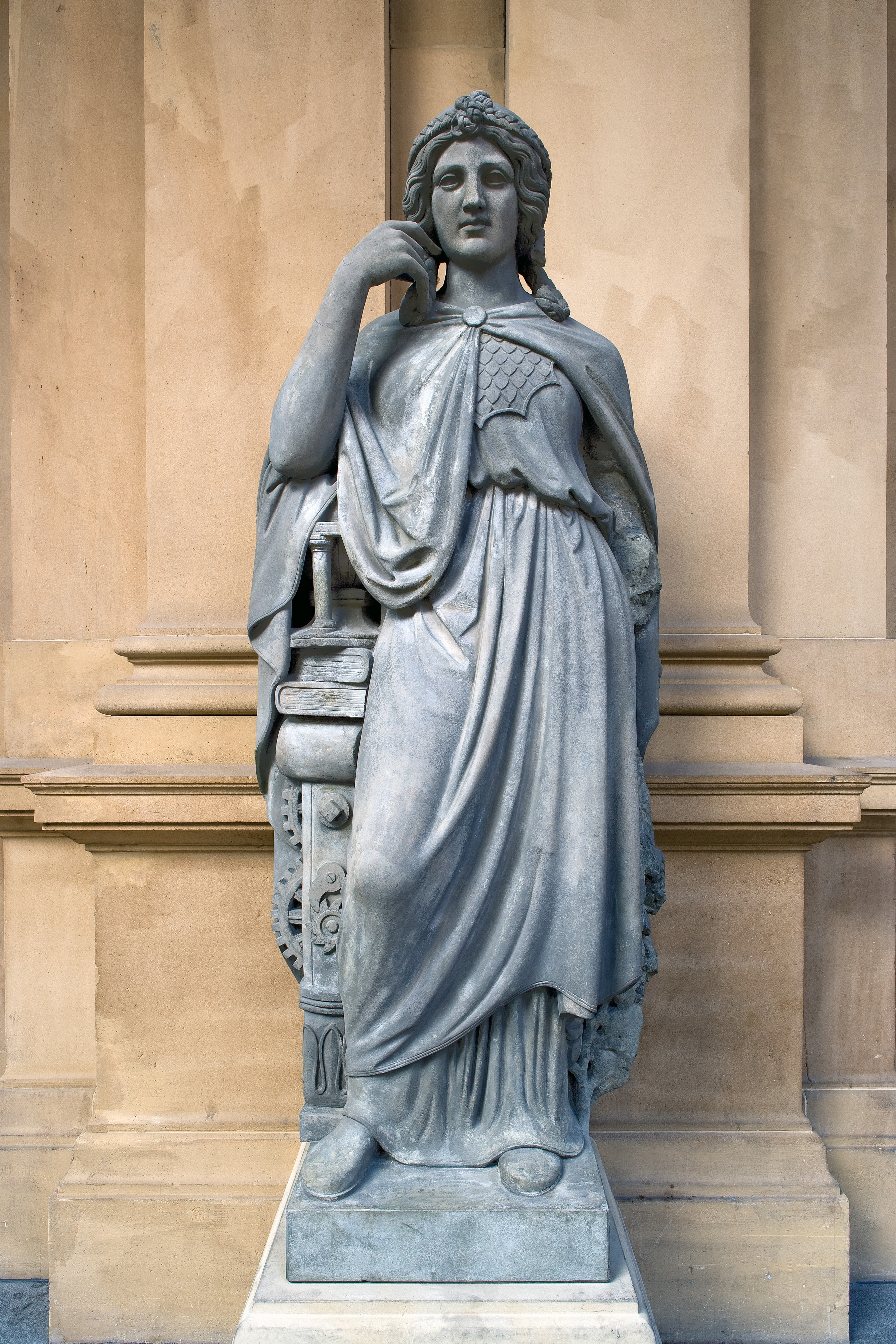
Allegorische Europa von Johann Nepomuk Zwerger nach dem Entwurf des vor der Ausführung verstorbenen Karl Eduard Wendelstadt (1815–1841), heute vor der Neuen Börse

Der Bau der Börse gehörte zu einer frühen Stadtumbaumaßnahme in der schon damals von der städtebaulichen Entwicklung Frankfurts abgehängten Altstadt. Die direkt nebenan liegende gotische Barfüßerkirche, seit 1542 Standort des Städtischen Gymnasiums, wurde 1786 abgerissen. An seiner Stelle errichtete Stadtbaumeister Johann Georg Christian Hess ab 1789 die Paulskirche, deren Bau bis 1833 andauerte. Als modernste Versammlungsstätte der Stadt wurde sie 1848 als Tagungsort der Frankfurter Nationalversammlung ausgewählt.
Bereits nach ca. 30 Jahren wurde die Börse zu klein, da sich die Struktur des Börsenhandels nach der Annexion der Freien Stadt Frankfurt durch das Königreich Preußen 1866, vor allem aber nach der Gründung des Deutschen Reiches 1871, stark verändert hatte. Früher hatte der Handel mit Staatsanleihen dominiert, nunmehr trat der Aktienhandel in den Vordergrund. 1879 bezog die Frankfurter Handelskammer, Träger der Wertpapierbörse, daher einen Neubau, die noch heute so genannte Neue Börse in der Neustadt.

### Weitere Geschichte und Untergang
→ Zur weiteren Geschichte des Frankfurter Börsenwesens siehe: Frankfurter Wertpapierbörse
Die Alte Börse wurde von der Saalbau-Gesellschaft übernommen und als Versammlungssaal genutzt. 1944 brannte das Gebäude bei einem schweren Bombenangriff aus. Bilder des Fotografen Fred Kochmann im Institut für Stadtgeschichte aus dem Jahre 1946 zeigen allerdings, dass die Fassaden zu allen Seiten unbeschädigt und sogar einige Gewölbe des Innenraums unversehrt geblieben waren. Auf Bildern von 1947 sind schon schwere, aufgrund mangelnder Sicherung eingetretene Schäden zu sehen, 1952 trug man die Ruine endgültig ab. Einige erhaltene, teils jedoch beschädigte Fassadenfiguren, allegorische Darstellungen der fünf Erdteile, darunter eine Europa des Bildhauers Johann Nepomuk Zwerger, wurden vor kurzem vor der Neuen Börse aufgestellt.
Seit dem Umzug der Wertpapierbörse an den Industriehof in Frankfurt-Hausen 2000 wurde gelegentlich auch dieser Bau als „Neue Börse“ (zum Beispiel im Namen der benachbarten U-Bahn-Station) und der Bau am Börsenplatz dementsprechend als „Alte Börse“ bezeichnet.

## Architektur

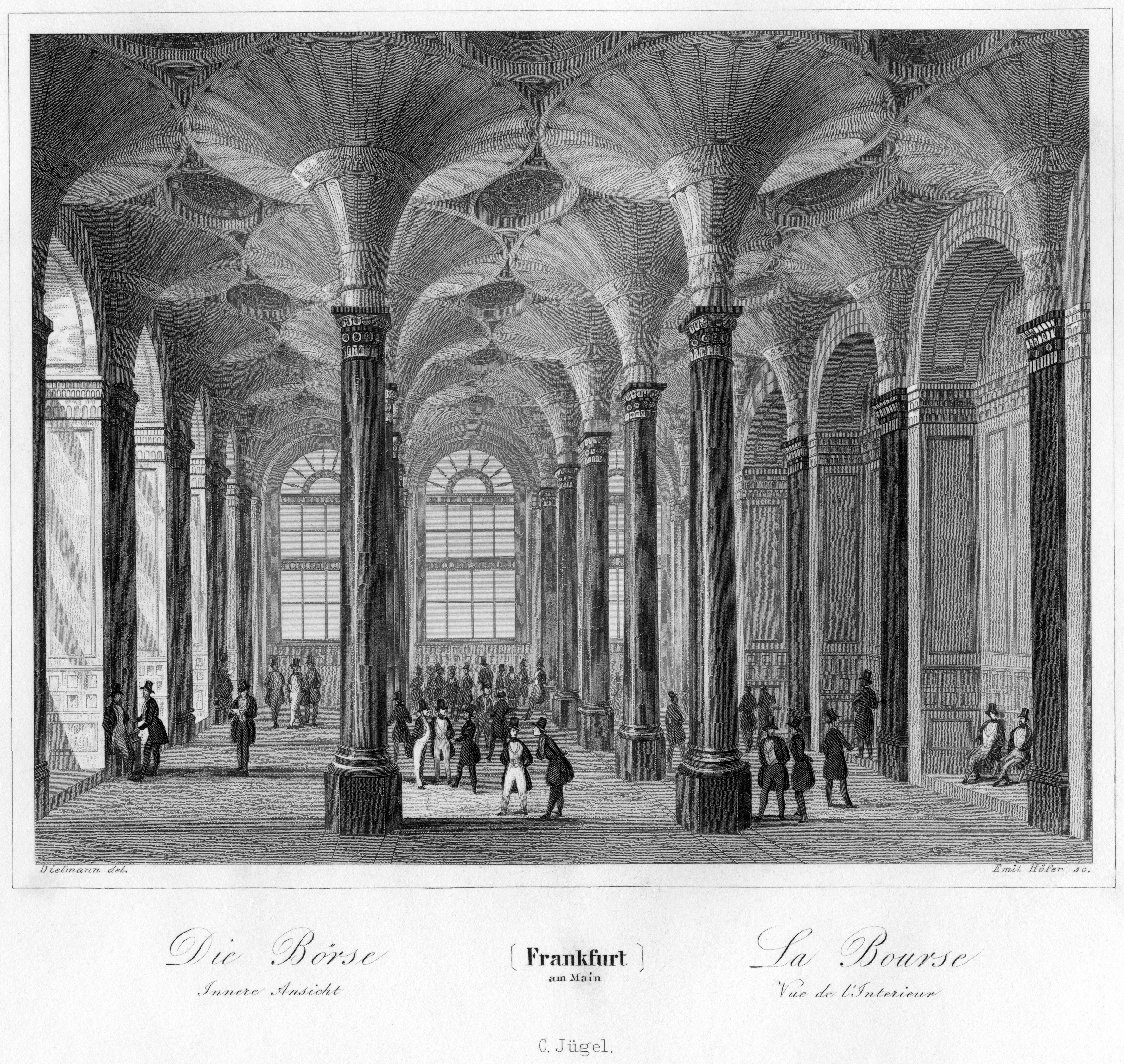
Inneres der Alten Börse, 1845
(Stahlstich von Wilhelm Lang nach Vorlage von Jakob Fürchtegott Dielmann)

### Äußeres
Der spätklassizistische Bau war ein zweigeschossiger Kubus aus rotem und weißem Sandstein, dem für Frankfurt typischen Baumaterial. Im Erdgeschoss befanden sich an den Längsseiten jeweils sechs und an den Querseiten fünf Arkadenfenster, darüber ein umlaufendes Gesims mit Zahnschnitt. Das niedrige Obergeschoss hatte ebenfalls sechs beziehungsweise fünf kleine, zweiflügelige Fenster in jeder Fassade. Die Börse wurde von einem flachen Dach gedeckt.

### Inneres
Im Innern befand sich eine Säulenhalle im maurischen Stil, deren Kapitelle der Mezquita, der Kathedrale von Córdoba nachempfunden waren.

### Hauptwerke
- Bernd Baehring: Börsen-Zeiten. Frankfurt in vier Jahrhunderten zwischen Antwerpen, Wien, New York und Berlin. Selbstverlag der Frankfurter Wertpapierbörse, Frankfurt am Main 1985, ISBN 3-925483-00-4.
- Alexander Dietz: Frankfurter Handelsgeschichte. Herman Minjon Verlag, Frankfurt am Main 1910–1925. (5 Bände)
- Handelskammer zu Frankfurt a. M. (Hrsg.): Geschichte der Handelskammer zu Frankfurt a. M. (1707–1908). Beiträge zur Frankfurter Handelsgeschichte. Verlag von Joseph Baer & Co, Frankfurt am Main 1908.
- Rainer Koch (Hrsg.): Brücke zwischen den Völkern – Zur Geschichte der Frankfurter Messe. Band III: Ausstellung zur Geschichte der Frankfurter Messe. Historisches Museum / Union Druckerei und Verlag, Frankfurt am Main 1991, ISBN 3-89282-021-X.
- Werner Plumpe: „Dem Flor der hiesigen Handlung“. 200 Jahre Industrie- und Handelskammer Frankfurt am Main. Societäts-Verlag, Frankfurt am Main 2008, ISBN 978-3-7973-1083-5.
- Hans-Otto Schembs: Weither suchen die Völker sie auf. Die Geschichte der Frankfurter Messe. Josef Knecht Verlag, Frankfurt am Main 1985, ISBN 3-7820-0524-4.

### Weiterführende, verwendete Werke
- Rudolf Jung, Julius Hülsen: Die Baudenkmäler in Frankfurt am Main – Band 3, Privatbauten. Selbstverlag/Keller, Frankfurt am Main 1902–1914.
- Georg Ludwig Kriegk: Frankfurter Bürgerzwiste und Zustände im Mittelalter. Ein auf urkundlichen Forschungen beruhender Beitrag zur Geschichte des deutschen Bürgerthums. J. D. Sauerländer’s Verlag, Frankfurt am Main 1862 (online).
- Johann Philipp Orth: Ausfürliche Abhandlung von den berühmten zwoen Reichsmessen so in der Reichsstadt Frankfurt am Main järlich gehalten werden worinnen gar viele wigtige und merkwürdige materien vorkommen und gründlich ausgefüret werden welche auch zugleich zu besserer erkäntnis und erleuterung der deutschen geschichte, stats- und bürgerlichen rechte, samt gewonheiten älterer, mittlerer und neuerer zeiten überhaupt, dienen können mit beilagen, an den zalen 1. bis 85. vieler und zum teil noch ungedruckten Kaiserlichen freiheitsbriefe, urkunden und anderer nachrichten, auch einigen zusäzen und register. Heinrich Ludwig Brönner, Frankfurt am Main 1765 (online).